# Piaski (Wojcieszyce)
Piaski – część wsi Wojcieszyce w Polsce, położona w województwie świętokrzyskim, w powiecie sandomierskim, w gminie Łoniów.
W latach 1975–1998 Piaski należały  administracyjnie do województwa tarnobrzeskiego.